# Dillon Radunz
Dillon Radunz (Becker, Minnesota, 28 de marzo de 1998) es un jugador profesional estadounidense de fútbol americano que se desempeña en la posición de offensive tackle en Tennessee Titans, equipo de la National Football League (NFL).

## Carrera
Fue seleccionado en la segunda ronda en la Reunión Anual de Selección de Jugadores de la NFL de 2021. Hizo su debut profesional con el equipo Tennessee Titans, donde lleva jugando tres temporadas.